# Neobisium exstinctum
Neobisium exstinctum es una especie extinta de arácnido del orden Pseudoscorpionida de la familia Neobisiidae.

## Distribución geográfica
Se encontraba en el Ámbar báltico.